# Élections sénatoriales de 1938 dans le Finistère
Les élections sénatoriales dans le Finistère ont lieu le dimanche 23 octobre 1938. Elles ont pour but d'élire les sénateurs représentant le département au Sénat pour un mandat de neuf années.

## Contexte départemental
Lors des élections sénatoriales du 19 juin 1929 dans le Finistère, cinq sénateurs ont été élus selon un mode de scrutin majoritaire.
Les élus faisait tous partie de la liste de Concentration Républicaine : deux Rad-soc : Georges Le Bail et Jules Le Louédec, un Rép.soc : Ferdinand Lancien, un Rad.ind : Yves Guillemot et un Rép.G : Maurice Fenoux.

## Sénateurs sortants
Maurice Fenoux (Rép.G) est mort le 30 juin 1930. Victor Le Gorgeu (Rad.ind) est élu lors de la partielle du 21 septembre 1930.
Jules Le Louédec (Rad-soc) est mort le 19 mars 1931, Yves Tanguy (Rad-soc) est élu lors de la partielle du 31 mai 1931.
Georges Le Bail (Rad-soc) est mort le 3 février 1937, Jacques Quéinnec (URD) est élu lors de la partielle du 25 avril 1937.
| Sénateur | Sénateur          | Parti   | Fonctions lors de l'élection en 1938                                                 |
| -------- | ----------------- | ------- | ------------------------------------------------------------------------------------ |
|          | Ferdinand Lancien | Rép.soc | Sortant, président du Conseil général, conseiller général et maire de Carhaix.       |
|          | Yves Guillemot    | Rad.ind | Sortant, conseiller général et maire de Lanmeur.                                     |
|          | Victor Le Gorgeu  | Rad.ind | Sortant, ancien ministre, conseiller général et maire de Brest-1.                    |
|          | Yves Tanguy       | Rad-soc | Sortant, vice-président du Conseil général, conseiller général et maire de Bannalec. |
|          | Jacques Quéinnec  | URD     | Sortant, ancien député, conseiller général de Pont-l'Abbé.                           |

## Listes candidates
| N° | Candidats | Candidats                        | Parti    | Principales fonctions                                      |
| -- | --------- | -------------------------------- | -------- | ---------------------------------------------------------- |
| 01 |           | Jacques Quéinnec *               | URD-PDP  | Sortant, ancien député, conseiller général de Pont-l'Abbé. |
| 02 |           | Olivier Lejeune                  | URD      | Maire de Morlaix.                                          |
| 03 |           | François Halna du Fretay         | URD      | Conseiller général de Douarnenez, maire de Ploaré          |
| 04 |           | Vincent Inizan                   | URD      | Député, maire de Kernouës                                  |
| 05 |           | Charles Louis Danguy des Déserts | Conserv. | Conseiller général et maire de Daoulas.                    |

| N° | Candidats | Candidats           | Parti   | Principales fonctions                                                                |
| -- | --------- | ------------------- | ------- | ------------------------------------------------------------------------------------ |
| 01 |           | Victor Le Gorgeu *  | Rad.ind | Sortant, ancien ministre, conseiller général et maire de Brest-1.                    |
| 02 |           | Ferdinand Lancien * | Rép.soc | Sortant, président du Conseil général, conseiller général et maire de Carhaix.       |
| 03 |           | Yves Tanguy *       | Rad-soc | Sortant, vice-président du Conseil général, conseiller général et maire de Bannalec. |
| 04 |           | Yves Guillemot *    | Rad.ind | Sortant, conseiller général et maire de Lanmeur.                                     |
| 05 |           | Jean Perrot         | Rad-soc | Député, conseiller général de Pont-Croix, maire d'Esquibien                          |

| N° | Candidats | Candidats          | Parti | Principales fonctions                                                                   |
| -- | --------- | ------------------ | ----- | --------------------------------------------------------------------------------------- |
| 01 |           | Hippolyte Masson   | SFIO  | Ancien député, ancien conseiller général et maire de Brest.                             |
| 02 |           | Guillaume Messager | SFIO  | Conseiller municipal de Brest.                                                          |
| 03 |           | Émile Le Roux      | SFIO  | Conseiller général de Plouigneau et maire de Plougonven.                                |
| 04 |           | Pierre Postollec   | SFIO  | Conseiller d'arrondissement de Carhaix, conseiller municipal de Carhaix.                |
| 05 |           | Hippolyte Cornou   | SFIO  | Secrétaire du syndicat CGT des marins pêcheurs, conseiller municipal de Moëlan-sur-Mer. |

| N° | Candidats | Candidats       | Parti | Principales fonctions                                                                                         |
| -- | --------- | --------------- | ----- | --- |
| 01 |           | Pierre Guéguin  | Comm  | Conseiller général et maire de Concarneau.                                                                    |
| 02 |           | Joseph Pencalet | Comm  | Secrétaire général du syndicat CGT-U des marins-pêcheurs de Douarnenez                                        |
| 03 |           | Marc Scouarnec  | Comm  | Maire du Guilvinec                                                                                            |
| 04 |           | Alphonse Duot   | Comm  | Adjoint au maire de Concarneau, Président du conseil d’administration de la coopérative des Patrons-pêcheurs. |
| 05 |           | Jean Guyomarc'h | Comm  | Cultivateur à La Feuillée.                                                                                    |

## Résultats
La SFIO appelle a voter au deuxième tour pour Yves Tanguy et Jean Perrot, en maintenant deux de leurs candidats.Elle n'appelle à voter Yves Guillemot qu'au troisième tour.
Le PDP a proposé une liste de quatre noms, en panachant les listes : Jacques Quéinnec et Vincent Inizan de la liste de droite, Victor Le Gorgeu et Ferdinand Lancien de la liste de Concentration républicaine.
| Candidat et parti politique | Candidat et parti politique      | Candidat et parti politique | Premier tour | Premier tour | Deuxième tour | Deuxième tour | Troisième tour | Troisième tour |
| Candidat et parti politique | Candidat et parti politique      | Candidat et parti politique | Voix         | %            | Voix          | %             | Voix           | %              |
| --------------------------- | -------------------------------- | --------------------------- | ------------ | ------------ | ------------- | ------------- | -------------- | -------------- |
|                             | Jacques Quéinnec *               | URD (PDP)                   | 694          | 51,79        |               |               |                |                |
|                             | Olivier Lejeune                  | URD                         | 636          | 47,46        | 664           | 49,19         | 707            | 52,25          |
|                             | François Halna du Fretay         | URD                         | 602          | 44,93        | 622           | 46,07         | 676            | 49,96          |
|                             | Vincent Inizan                   | URD (PDP)                   | 600          | 44,78        | 584           | 43,26         | 579            | 42,79          |
|                             | Charles Louis Danguy des Déserts | Conserv.                    | 559          | 41,72        | 549           | 40,97         | 550            | 40,65          |
|                             |                                  |                             |              |              |               |               |                |                |
|                             | Victor Le Gorgeu *               | Rad.ind (PDP)               | 641          | 47,84        | 639           | 47,33         | 686            | 50,70          |
|                             | Ferdinand Lancien *              | Rép.soc (PDP)               | 614          | 45,82        | 608           | 45,04         | 666            | 49,22          |
|                             | Jean Perrot                      | Rad-soc                     | 519          | 38,73        | 582           | 43,11         | 592            | 43,76          |
|                             | Yves Guillemot *                 | Rad.ind                     | 498          | 37,16        | 490           | 36,30         | 573            | 42,35          |
|                             | Yves Tanguy *                    | Rad-soc                     | 497          | 37,09        | 185           | 13,70         | 54             | 3,99           |
|                             |                                  |                             |              |              |               |               |                |                |
|                             | Hippolyte Masson                 | SFIO                        | 126          | 9,40         | 102           | 7,53          | 53             | 3,92           |
|                             | Guillaume Messager               | SFIO                        | 112          | 8,36         | 99            | 7,33          | 49             | 3,62           |
|                             | Émile Le Roux                    | SFIO                        | 110          | 8,21         |               |               |                |                |
|                             | Pierre Postollec                 | SFIO                        | 108          | 8,06         |               |               |                |                |
|                             | Hippolyte Cornou                 | SFIO                        | 100          | 7,46         |               |               |                |                |
|                             |                                  |                             |              |              |               |               |                |                |
|                             | Pierre Guéguin                   | Comm                        | 36           | 2,69         |               |               |                |                |
|                             | Joseph Pencalet                  | Comm                        | 33           | 2,46         |               |               |                |                |
|                             | Marc Scouarnec                   | Comm                        | 32           | 2,39         |               |               |                |                |
|                             | Alphonse Duot                    | Comm                        | 32           | 2,39         |               |               |                |                |
|                             | Jean Guyomarc'h                  | Comm                        | 30           | 2,24         | 24            | 1,78          | 28             | 2,07           |
|                             |                                  |                             |              |              |               |               |                |                |
|                             | Yves Caill                       | Rép.G                       | 19           | 1,42         |               |               |                |                |
|                             |                                  |                             |              |              |               |               |                |                |
|                             | Louis Montfort                   | URD                         | 4            | 0,30         |               |               |                |                |
|                             |                                  |                             |              |              |               |               |                |                |
| Inscrits                    | Inscrits                         | Inscrits                    | 1 354        |              | 1 354         |               | 1 354          |                |
| Abstentions                 | Abstentions                      | Abstentions                 | 0            | 0,00         | 1             | 0,07          | 1              | 0,07           |
| Votants                     | Votants                          | Votants                     | 1 354        | 100,00       | 1 353         | 99,93         | 1 353          | 99,93          |
| Blancs et nuls              | Blancs et nuls                   | Blancs et nuls              | 14           | 1,03         | 3             | 0,22          | 0              | 0,00           |
| Exprimés                    | Exprimés                         | Exprimés                    | 1 340        | 98,97        | 1 350         | 99,78         | 1 353          | 100,00         |

### Sénateurs élus
| Sénateur | Sénateur                 | Parti         | Fonctions lors de l'élection en 1938                                           |
| -------- | ------------------------ | ------------- | ------------------------------------------------------------------------------ |
|          | Jacques Quéinnec *       | URD (PDP)     | Sortant, ancien député, conseiller général de Pont-l'Abbé.                     |
|          | Olivier Le Jeune         | URD           | Maire de Morlaix.                                                              |
|          | Victor Le Gorgeu *       | Rad.ind (PDP) | Sortant, ancien ministre, conseiller général et maire de Brest-1.              |
|          | François Halna du Fretay | URD           | Conseiller général de Douarnenez, maire de Ploaré                              |
|          | Ferdinand Lancien *      | Rép.soc (PDP) | Sortant, président du Conseil général, conseiller général et maire de Carhaix. |